# (88260) Insubria
(88260) Insubria est un astéroïde de la ceinture principale.

## Description
(88260) Insubria est un astéroïde de la ceinture principale. Il fut découvert le 22 avril 2001 à l'observatoire Schiaparelli par Federico Bellini et Luca Buzzi. Il présente une orbite caractérisée par un demi-grand axe de 2,59 UA, une excentricité de 0,14 et une inclinaison de 13,8° par rapport à l'écliptique.

## Compléments